# Jubileummedaille

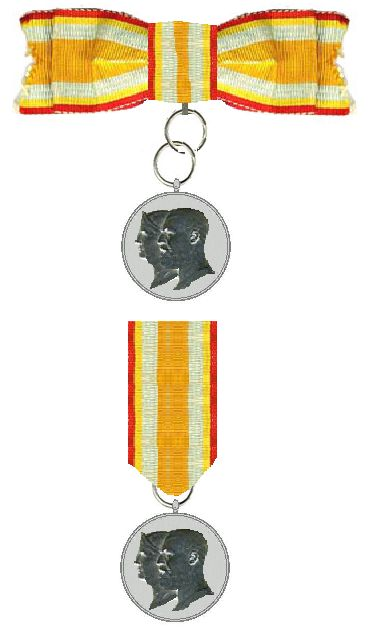
Herinneringsmedaille 1926

Een aantal vorsten heeft jublieummedailles ingesteld om deze bij een ambtsjubileum aan de hovelingen en gasten te verlenen. De gewoonte stamt uit Duitsland, maar werd al in de 19e eeuw in Engeland overgenomen. In Nederland gebeurde dat pas in 1926 met de Herinneringsmedaille 1926 toen koningin Wilhelmina haar 25-jarig ambtsjubileum vierde. 
Herinneringsmedailles getuigen meer van dank en erkentelijkheid jegens de drager.